# Континуум (музичний інструмент)
Континуум (Continuum Fingerboard, Haken Continuum) — електронний музичний контролер, розроблений Ліппольдом Хакеном, професором електроніки та обчислювальної техніки університету штату Іллінойс.

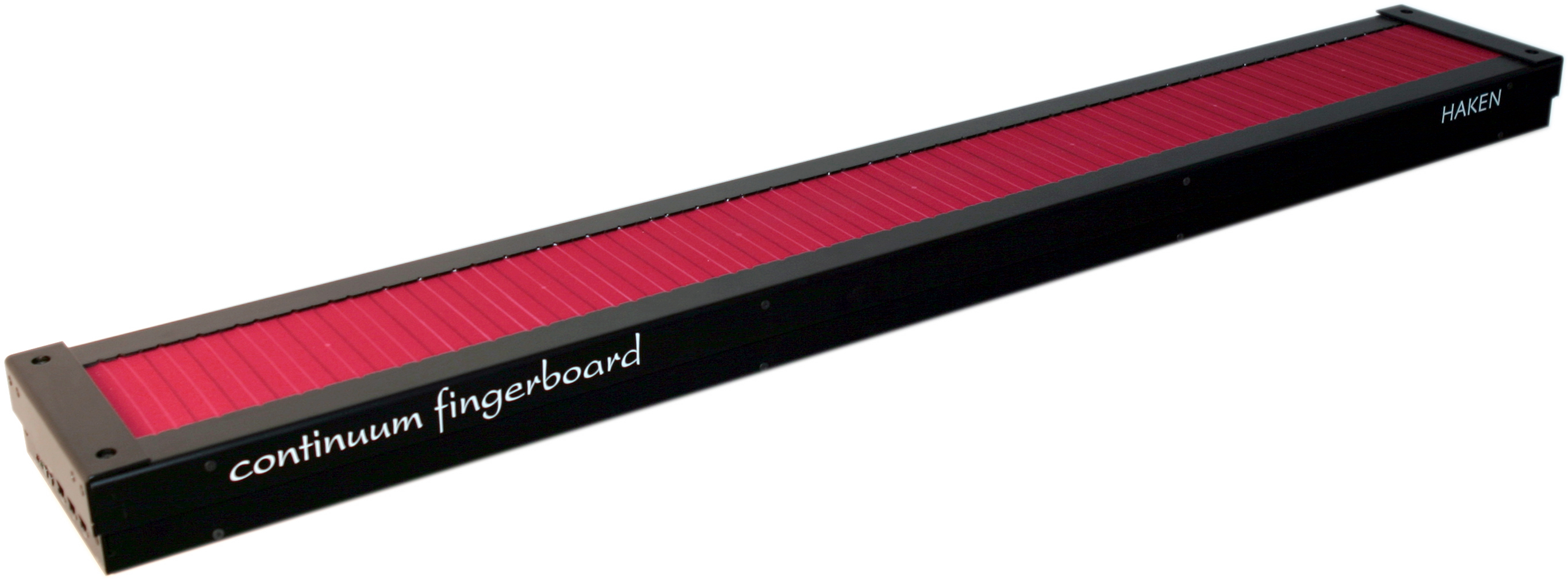
Повнорозмірна версія інструменту

Нова версія контролера, позбувшись інтерфейсу IEEE1394, придбала внутрішній тон-генератор, що дозволяє продемонструвати основні можливості інструменту. В цей момент[коли?] доктор Хакен працює над черговою версією прошивки, яка суттєво розширить функціональні можливості інтерфейсу.

## Пристрій
Інструмент являє собою неопренову робочу поверхню розмірами приблизно 19 сантиметрів у висоту і 137 (для повнорозмірної версії) або 72 (для половинної) сантиметрів у довжину. Діапазон зміни висоти звуку становить 9350 центів (близько 7,8 октав) для повнорозмірної версії і 4610 центів (близько 3,8 октав) для укороченої. Час відгуку інструменту становить 1,33 мілісекунди. Сенсори під робочою поверхнею визначають положення пальців у двох вимірах і силу тиску. Інструмент дозволяє змінювати висоту звуку з роздільною здатністю в один цент і таким чином добувати звуки з висотою, що не входить у рівномірно-темперований стрій — зокрема, виконувати слайди та вібрато. Програмне забезпечення дозволяє «округляти» висоту звуку для отримання рівномірно темперованого ладу або інших строїв. При цьому є можливість керувати дискретністю та тривалістю «округлення» в реальному часі.
Крім висоти звуку, інструмент передає два додаткові параметри, що змінюються в залежності від сили тиску та положення пальців по вертикалі. Ці параметри можуть використовуватися для керування різними параметрами синтезу звуку — наприклад, сила тиску може змінювати гучність ноти, а положення пальців по вертикалі — тембр інструменту.
Інструмент підтримує одноголосий режим та режим з 16-голосою поліфонією.

## Виконавці
Одним з найвідоміших музикантів, що використовують Континуум в сучасній музиці, є клавішник гурту Dream Theater Джордан Рудесс. Інструмент був використаний під час запису пісень «Octavarium» та «Sacrificed Sons» для альбому Octavarium, а також в кінці пісні «The Dark Eternal Night» в альбомі 2007 року Systematic Chaos. Використання інструменту можна побачити на концертному DVD 2006 року Score.
Континуум також використовував Джон Вільямс для створення музики до кінофільму «Індіана Джонс і королівство кришталевого черепа».